# Shahrestān di Tabas
Lo shahrestān di Tabas (farsi شهرستان طبس) è uno degli 11 shahrestān del Khorasan Meridionale.
Inizialmente era parte della provincia del Khorasan, è stato spostato nella provincia di Yazd nel 2001 e ha infine cambiato nuovamente provincia nell'inverno 2013.
Il capoluogo è Tabas ed è suddiviso in 3 circoscrizioni (bakhsh): 
- Centrale (بخش مرکزی)
- Dastghardan (بخش دستگردان), con la città di 'Eshq Abad.
- Deyhuk (بخش دیهوک), con la città di Deyhuk.